# Winchester 1300

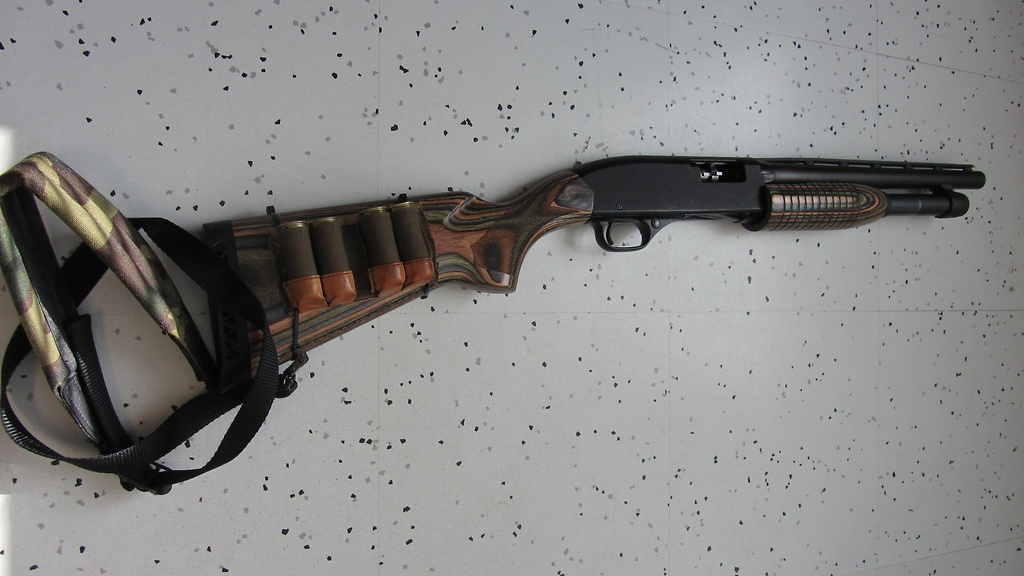
Un Winchester 1300 version Chasse modifié pour la défense personnelle : canon raccourci à 50 cm et cartouchière de crosse garnie.

Le Winchester 1300 est le successeur du Winchester 1200. Ce fusil à pompe produit de 1980 à 2006, diffère peu de son prédécesseur. Seule la forme du pontet permet de l'identifier. Il a engendré le FN SPS/TPS. Très populaire en Amérique du Nord, il est réapparu en 2008 sous le nom de Winchester Speed Pump avant de devenir SXP (Super X Pump) en 2011. 

## Technique
Ce fusil à pompe Il est équipé d'un percuteur interne et d'un magasin tubulaire. C'est l'élévateur qui verrouille la culasse en prenant appui sur la carcasse. La fenêtre d'éjection est à droite du boîtier de carcasse tandis que le fond de ce dernier comprend la portière d'alimentation. La monture est en noyer américain ou, le plus souvent, en matière synthétique.

## Variantes
Il a donné naissance à des modèles de chasse, de sport et de police et un modèle pour la marine, dont la longueur de canon et la forme de la crosse varient :
- Arme de police : Defender (Magasin long, canon court, visée fixe)/Defender Pistol Grip (Defender avec une poignée pistolet à la place de la crosse)/Camp Defender (Defender avec un canon plus long et une visée réglable)/Coastal Marine (Defender avec un canon chromé pour résister en milieu humide et salin). La crosse et la pompe peuvent être en bois sur le Defender classique. La visée fixe se compose d'un unique guidon (grain d'orge ou fibre optique fluorescente sur les derniers modèle).
- Fusil de chasse : Walmut Field (crosse et pompe en bois)/Black Shadow (crosse et pompe en polymère). Le canon est muni d'une bande ventilée.

## Données techniques

### Winchester M1300 Defender
- Munition : Calibre 12
- Magasin : 6 cartouches
- Longueur : 1,1m
- Canon : 45,7 cm
- Masse du fusil vide : 2,9 (crosse et pompe en polymère)/ 3,1 kg (crosse et pompe en bois)

### Winchester M1300 Chasse
- Munition : Calibre 12
- Magasin : 5 cartouches
- Longueur : 1,18 m
- Canon : 71 cm
- Masse du fusil vide : 3,6 kg

## Dans la Culture Populaire
- Le fusil à pompe Winchester M1300 Defender est visible dans plusieurs films policiers français de Canicule à Zulu  en passant par Les Lyonnais, L'Ordre et la Morale ou 36 quai des Orfèvres. De la même manière, il apparaît dans de nombreux longs métrages hollywoodiens depuis Il était une fois en Amérique jusqu'à  Machete mais aussi dans Le Corrupteur (1999) et The Town.
- Les téléspectateurs attentifs ont pu l'identifier dans David Lansky.

## Sources
- Catalogue Winchester 2003, page 18
- "http://world.guns.ru/shotgun/sh05-e.htm"